# Gymnopilus olivaceobrunneus
Gymnopilus olivaceobrunneus là một loài nấm thuộc họ Cortinariaceae.